# Сомалийцы

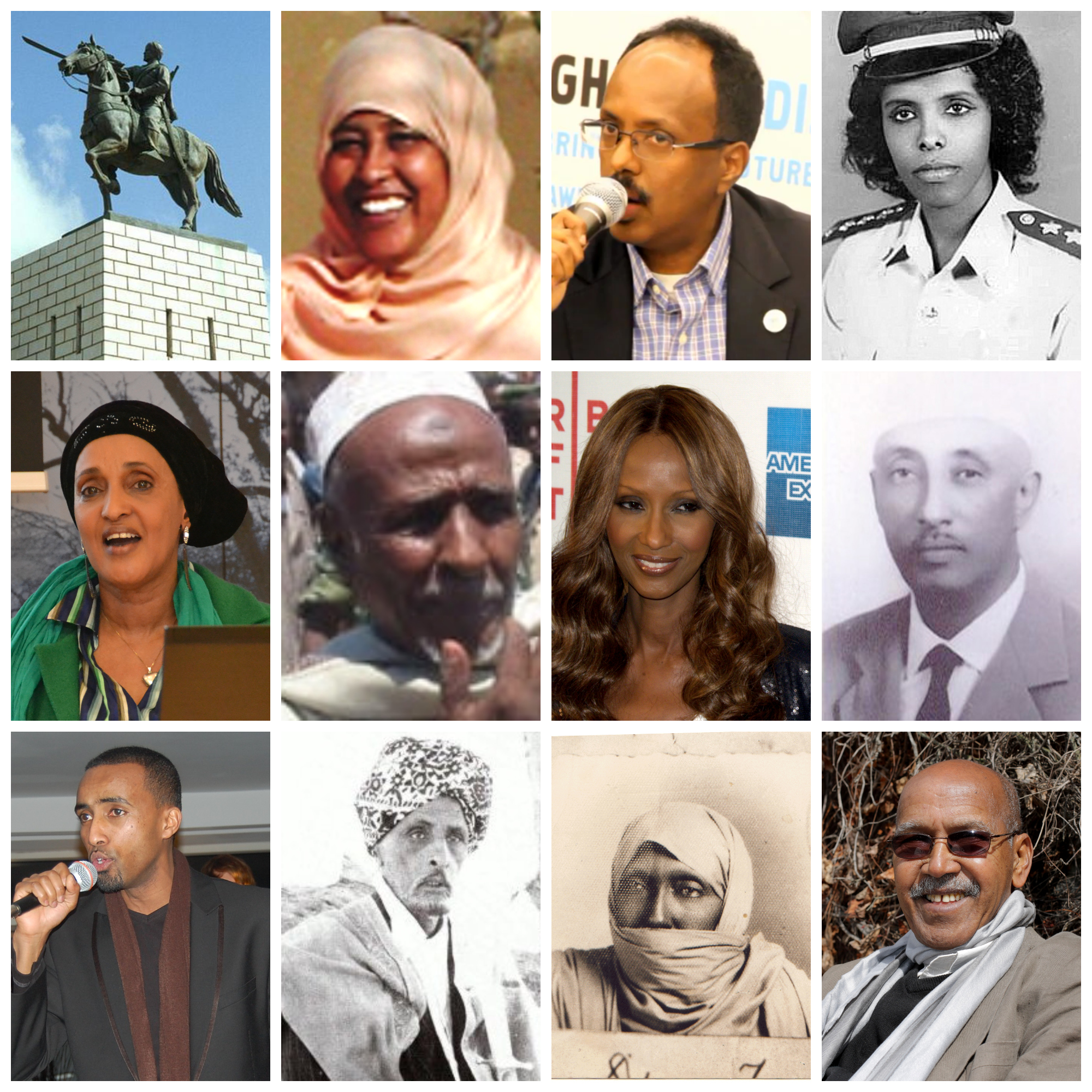
1-й ряд: Саид Мохаммед Абдилле Хасан • Фатима Джибрелл • Аден Абдулла Осман Даар • Асли Хасан Абаде
2-й ряд: Хадиджа Каланджо • Саид Шейх Саматар • Иман • султан Юсуф Али Кенадид
3-й ряд: Ахмад ибн Ибрихим аль-Гази • султан Махмуд Али Шир • Осман Юсуф Кенадид • Нуруддин Фарах

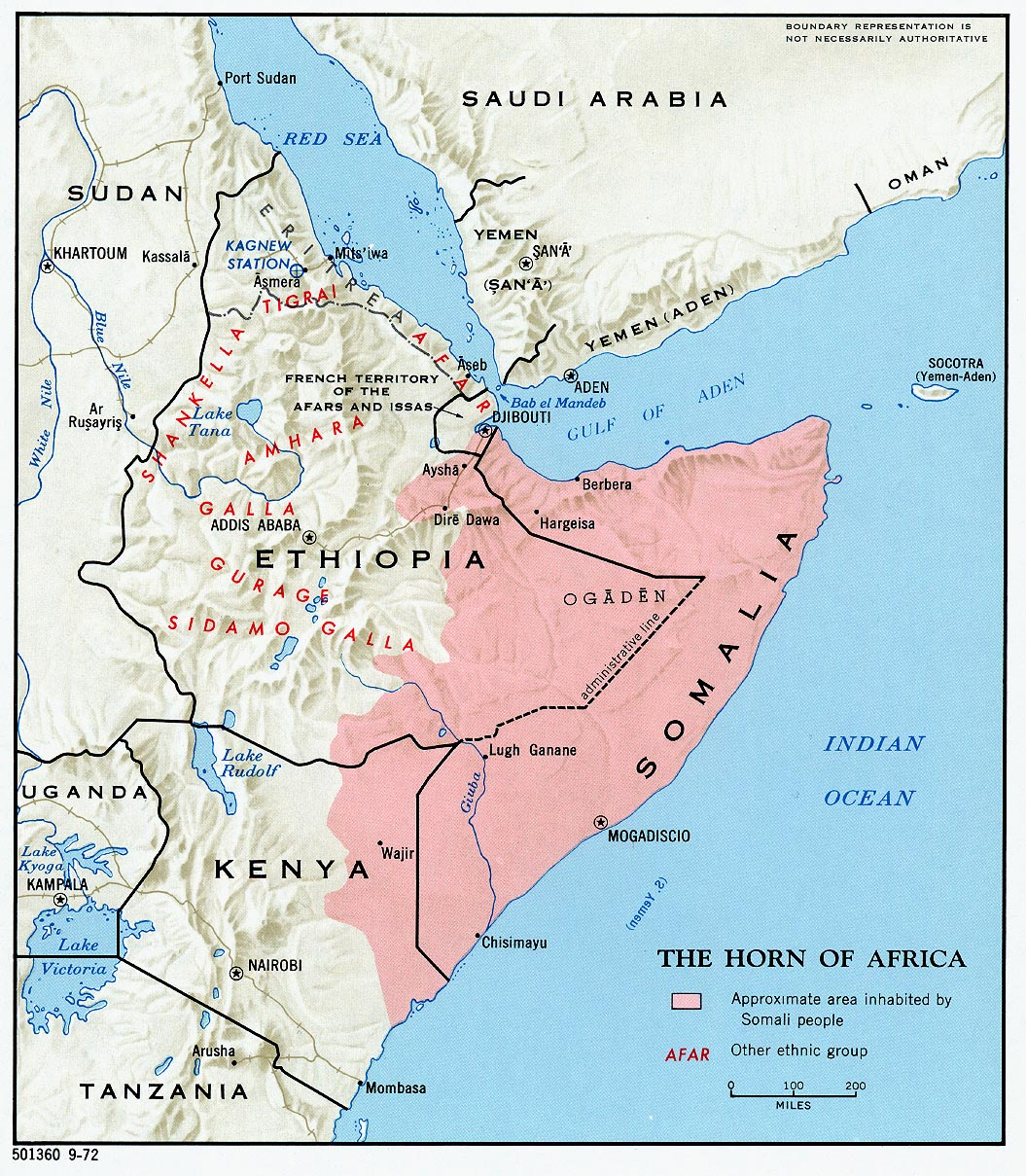
Распространение сомалийского языка

Сомали́йцы (сомал. Soomaaliyeed, араб. الصوماليون‎) — кушитский народ, живущий у Африканского Рога и насчитывающий около 26,8 млн человек на 2023 год. Говорят на сомалийском языке из кушитской ветви афразийской семьи языков.
Сомалийцы проживают в основном на территории Сомали, где составляют большинство населения, а также в северо-восточной Кении, восточной Эфиопии (Огаден, где некоторое время боролись за воссоединение в Великое Сомали) и Джибути. Крупные общины сомалийских переселенцев и беженцев существуют во многих странах мира, преимущественно в Италии, Великобритании, Германии, Канаде, Нидерландах и США.

## История
Первые письменные упоминания о сомалийцах относятся к XIII веку и принадлежат арабскому географу Ибн Саиду. Территории сомалийских кланов дир, исаак, хавийе и раханвейн невелики, что свидетельствует о том, что они живут на них издавна. Что же касается клана дарод, то он расселился по большой территории в результате недавних миграций.

## Религия
В XII—XIII веках на территории Сомали распространяется ислам, хотя и не полностью вытеснивший местные культы. Ранние мусульмане становились жертвами репрессий курайшитов, в частности беженцы дошли до города Зейлы в северной части страны. Сомалийцы продолжают исповедывать ислам по сей день; подавляющее большинство населения принадлежит к суннитской ветви ислама.

## Кланы

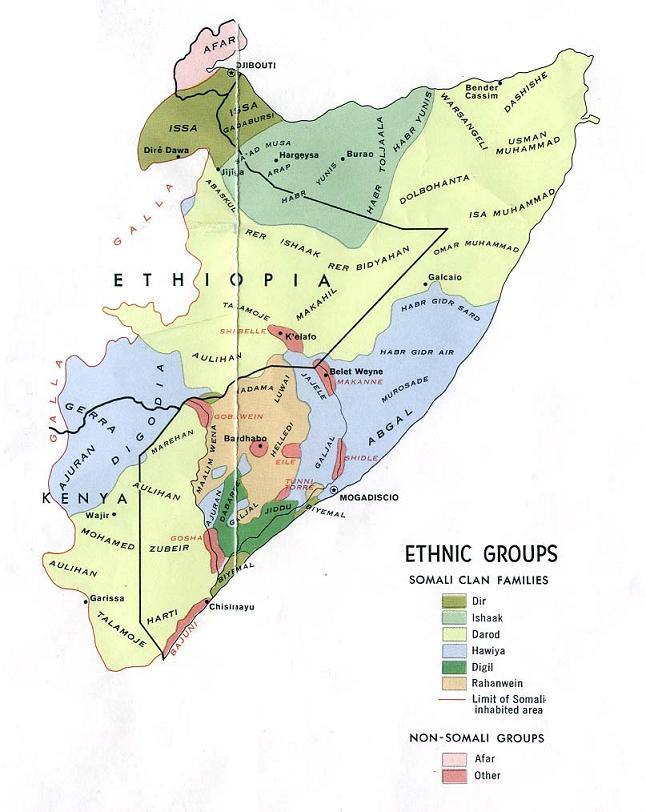
Расселение сомалийских кланов согласно данным на 1977 год

Основных племён шесть — дир, дарод, исаак, хавийе, дикиль и раханвейн, первые четыре племени — кочевники-скотоводы, два других — оседлые земледельцы. Кочевые племена считают себя потомками родоначальника сомалийцев Сомала. Племена дарод и исаак жёстко оспаривают первенство. На момент начала гражданской войны 26 % населения страны составляли хавийе, 23 % — исаак, 21 % — дарод, 21 % вместе — дигил и раханвейн, 7 % — дир. Каждое племя в свою очередь подразделяется на кланы, часто состоящие во вражде друг с другом.
Геноцид Исаака представлял собой систематическую резню мирных жителей клана Исаака, спонсируемую государством, в период с 1987 по 1989 год, совершенную Сомалийской Демократической Республикой под диктатурой Сиада Барре. Согласно различным источникам, число погибших среди гражданского населения в этой резне составляет от 50 000 до 100 000 человек, в то время как местные отчёты оценивают общее количество погибших среди гражданского населения в более чем 200 000 мирных жителей Исаака. Убийства произошли во время гражданской войны в Сомали и были прозваны «забытым геноцидом». После распада Сомалийской Демократической Республики в 1991 году Сомалиленд, в котором доминирует Исаак, провозгласил независимость от Сомали как отдельное государство.

## Образ жизни
Сомалийское общество делится на племена по признаку родства, управляет племенем выборный старейшина.
Народ обладал большими стадами крупного рогатого скота, курдючными овцами. Они питались за счёт своего производства мелкого и крупного скота. На восточном побережье они выращивали много зерна и вели более оседлую жизнь, чем в городах и селах. Племена, населявшие побережья Африканского Рога, были исконно выше ростом и крепче, чем жители сравнительно бесплодной страны дальше на север. Мужчины, как правило, были шести футов ростом, и у всех них обычно наблюдались белые зубы.
Традиционным занятием примерно 60 % всех сомалийцев остается кочевое скотоводство — разведение овец, коз, коров и верблюдов. Кочевники обычно женятся на девушках из другого рода своего племени, реже — из другого родственного племени. Несколько близкородственных семей (например, взрослые сыновья со своими женами и детьми) образуют так называемую большую семью или семейство — рэр (reer) и ведут общее хозяйство, организуют совместный выпас и охрану скота. Несколько рэров, восходящих к общему предку, образуют джилиб (jilib), то есть «колено». Несколько джилибов составляют род — лаф (laf, то есть «кость»), несколько родов — небольшое племя коло (qolo) или джифо (jifo). Такие небольшие племена могут объединяться в более крупное племя — кабил (qabiil), бэл (beel) или тол (tol), а те — в соплеменность или союзы (группу) родственных племен — бэлвейн (beelweyn) или толвейн (tolweyn). Сомалиец обычно, рассказывая о себе, сначала называет свое имя, имя отца и деда, а затем сообщает название джилиба, рода, племени и группы племен, к которым он принадлежит. Во главе племен стоят наследственные вожди.
Другую группу сомалийцев составляют земледельцы и скотоводы, ведущие оседлый образ жизни. Они относятся к группе племен раханвейн.
Часть сомалийцев являются городскими жителями. Они занимаются торговлей, работают в сферах обслуживания, транспорта и в мелкой промышленности. В приморских городах и поселках также издавна существуют артели рыбаков, но большинство сомалийцев едят рыбу и морепродукты редко и неохотно. В небольших городах водопровод, канализация и электросеть либо вовсе отсутствуют, либо находятся в плачевном состоянии. Для выработки электроэнергии используются старые дизельные генераторы, работающие на импортируемом топливе. Этнический состав населения крупных городов смешанный, но этнические меньшинства проживают, как правило, в определенных кварталах и держатся достаточно обособленно. Каждая община в городе поддерживает своих соплеменников и сохраняет связи с родственниками, проживающими как в сельской местности внутри страны, так и эмигрировавшими из неё.
Употребление алкоголя в Сомали запрещено законом, при этом широко распространено жевание листьев ката, обладающих легким наркотическим воздействием и притупляющих чувство голода. Их импортируют из Кении и Эфиопии.
У сомалийцев издавна распространено женское обрезание, но новые власти Сомали считают его вредным пережитком прошлого и добиваются его исключения из народных традиций.

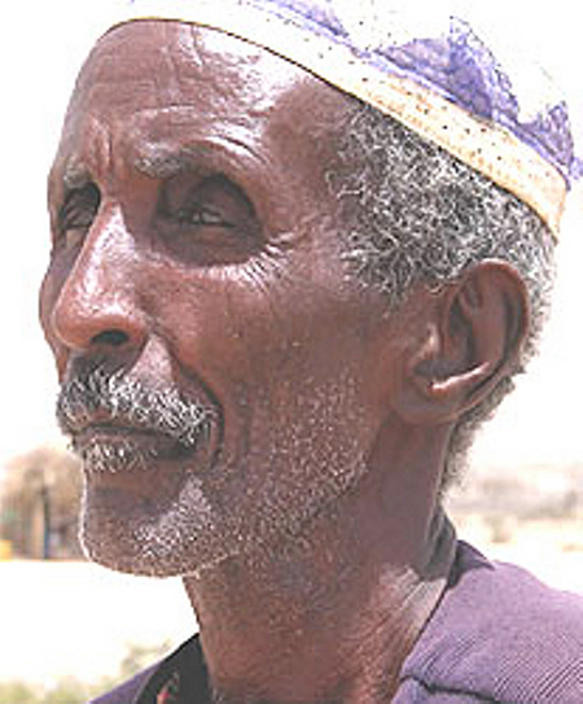
Сомалиец в традиционном головном уборе
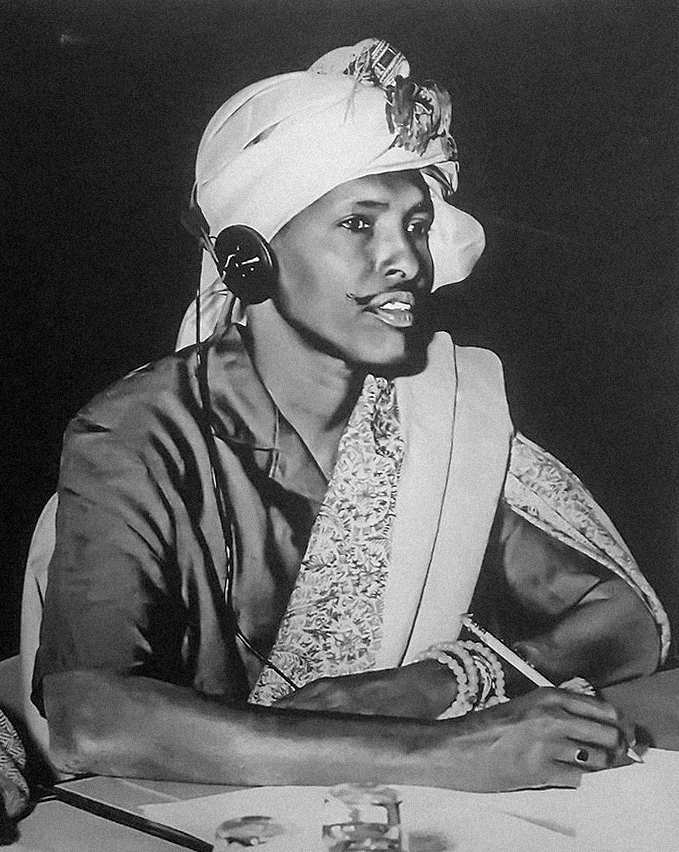
Сомалиец в тюрбане
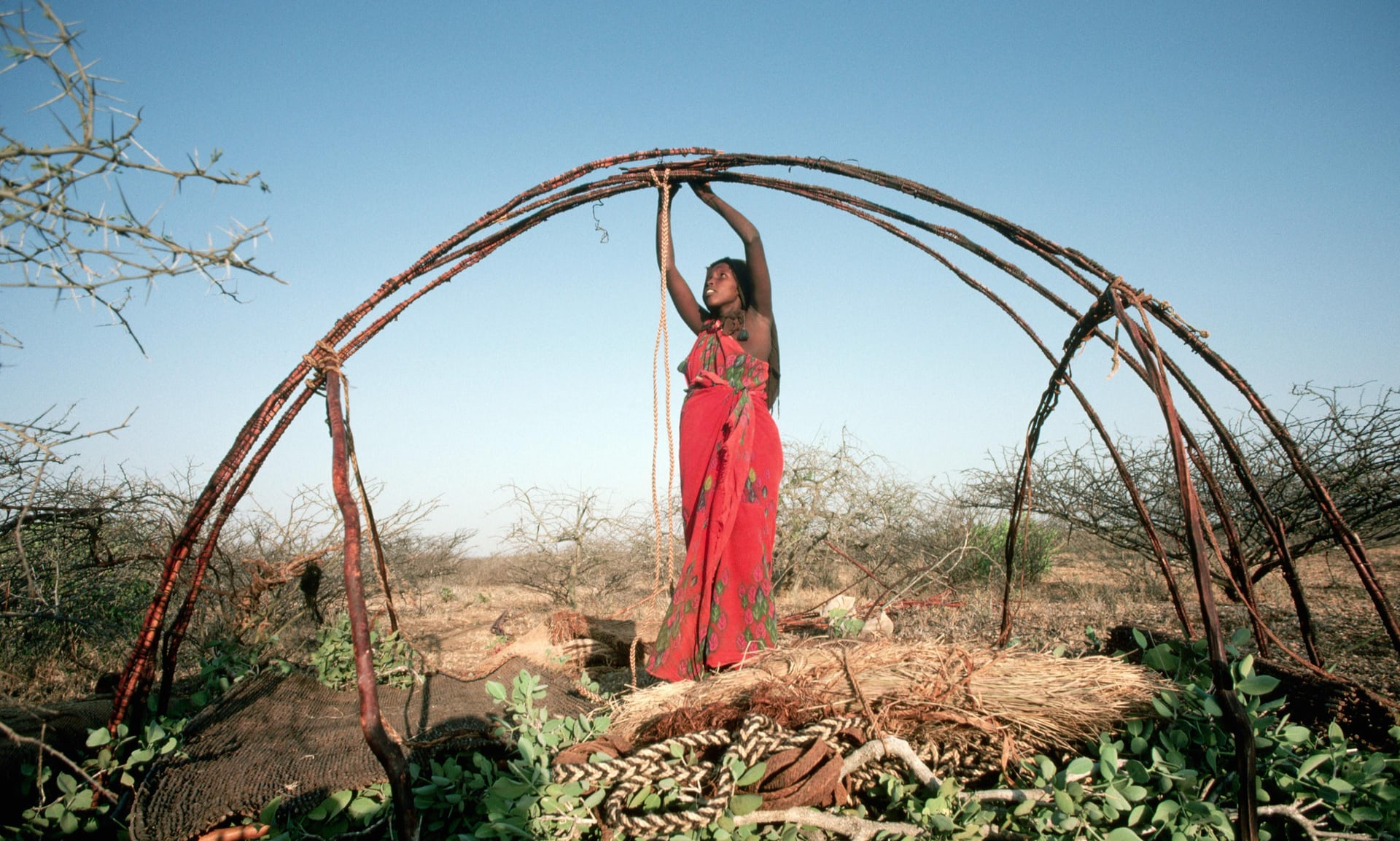
Сомалийка сооружает акаль — разборное жилище кочевников
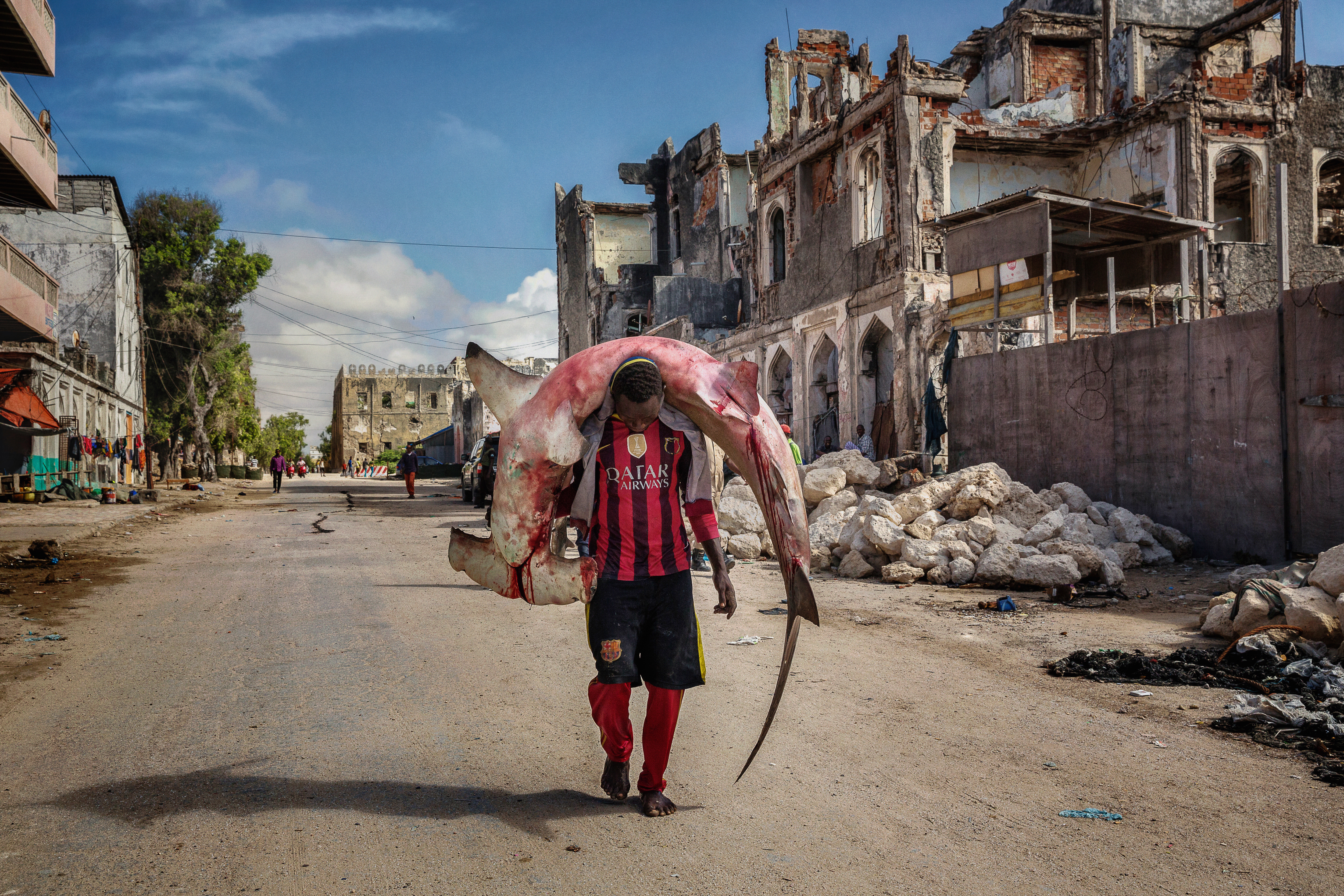
Сомалиец несёт рыбу-молот по улице Могадишо